# Квадратний корінь
Квадра́тний ко́рінь з числа x — це число (матриця, функція, оператор тощо), квадрат якого (результат множення на себе) дорівнює x. Квадратний корінь часто називають просто корінь.
Серед чисел, квадрат яких дорівнює додатному числу {\displaystyle x}, обов'язково є додатне число (крім 0). Це число називається арифметичним значенням квадратного кореня і позначається символом {\displaystyle {\sqrt {x}}} або як {\displaystyle x^{\frac {1}{2}}}.
{\displaystyle {\sqrt {121}}=11}
{\displaystyle {\sqrt {9}}=3}
Число {\displaystyle -{\sqrt {x}}} теж є квадратним коренем.
В загальному випадку, коли {\displaystyle x} — будь-який алгебраїчний вираз, символом {\displaystyle {\sqrt {x}}} позначається один із коренів, той для якого дійсна частина додатна.
При визначенні квадратного кореня з числа завжди існує дві відповіді. Винятком є число 0. Це показують ставлячи перед відповіддю одночасно знак плюс та мінус.

## Квадратний корінь як елементарна функція

Графік функції y =

Квадратний корінь є елементарною функцією і є окремим випадком степеневої функції xα з α = 1/2. Арифметичний квадратний корінь є гладким при x > 0, в нулі ж він неперервний справа, але не диференційовний.
Як функція комплексної змінної корінь — двозначна функція, листи якої з'єднуються в нулі.
У геометричному сенсі, функція f(x) = √x квадратного кореня співвідносить площу квадрата до довжини його сторони.
Для всіх дійсних чисел x
{\displaystyle {\sqrt {x^{2}}}=\left|x\right|={\begin{cases}x,&{\mbox{if }}x\geq 0\\-x,&{\mbox{if }}x<0.\end{cases}}}     (див. абсолютне значення)
Для всіх не від'ємних дійсних чисел x і y,
{\displaystyle {\sqrt {xy}}={\sqrt {x}}{\sqrt {y}}}
і
{\displaystyle {\sqrt {x}}=x^{1/2}.}
Функція квадратного кореня є неперервною для всіх не від'ємних значень x і диференційована для всіх додатних x. Якщо f позначає функцію квадратного кореня, тоді її похідна буде мати такий вигляд:
{\displaystyle f'(x)={\frac {1}{2{\sqrt {x}}}}.}
Ряд Тейлора для √1 + x при x = 0 буде збіжним для {\displaystyle \left|x\right|} ≤ 1 і буде визначений так:
{\displaystyle {\sqrt {1+x}}=\sum _{n=0}^{\infty }{\frac {(-1)^{n}(2n)!}{(1-2n)(n!)^{2}(4^{n})}}x^{n}=1+\textstyle {\frac {1}{2}}x-{\frac {1}{8}}x^{2}+{\frac {1}{16}}x^{3}-{\frac {5}{128}}x^{4}+\dots ,}
Квадратний корінь невід'ємного числа використовується для визначення Евклідової норми (і відстані), а також у таких узагальненнях як Гільбертів простір. Вона визначає важливе поняття стандартного відхилення, що використовується в теорії ймовірностей і статистиці.

## Узагальнення
Квадратні корені вводяться як розв'язок рівнянь вигляду {\displaystyle x\circ x=a} і для інших об'єктів: матриць, функцій, операторів тощо. Операцією {\displaystyle \circ } при цьому можуть бути достатньо довільні мультиплікативні операції, наприклад, суперпозиція.
В алгебрі використовується таке формальне визначення: нехай {\displaystyle (G,\cdot )} — групоїд і {\displaystyle a\in G}. Елемент {\displaystyle x\in G} називається квадратним коренем з {\displaystyle \ a} якщо {\displaystyle \ x\cdot x=a}.

## Квадратний корінь в елементарній геометрії
Квадратні корені тісно пов'язані з елементарною геометрією: якщо дано відрізок довжиною 1, то з допомогою циркуля та лінійки можна побудувати ті й тільки ті відрізки, довжина яких записується виразами, що містять цілі числа, знаки чотирьох дій арифметики, квадратні корені та нічого крім цього.

## Квадратний корінь в інформатиці
У багатьох мовах програмування функціонального рівня (а також мовах розмітки типу LATEX) функція квадратного кореня позначається як sqrt (від англ. square root «квадратний корінь»).

## Алгоритми знаходження квадратного кореня
Знаходження або обчислення квадратного кореня заданого числа називається добуванням (квадратного) кореня.

### Розклад уряд Тейлора
{\displaystyle {\sqrt {1+x}}=\sum _{n=0}^{\infty }{\frac {(-1)^{n}(2n)!}{(1-2n)(n!)^{2}(4^{n})}}x^{n}=1+\textstyle {\frac {1}{2}}x-{\frac {1}{8}}x^{2}+{\frac {1}{16}}x^{3}-{\frac {5}{128}}x^{4}+\dots ,\!} при {\displaystyle |x|\leqslant 1}.

### Груба оцінка
Багато алгоритмів обчислення квадратних коренів з додатного дійсного числа S потребують деякого початкового значення. Якщо початкове значення занадто далеко від справжнього значення кореня, обчислення сповільнюються.
Тому корисно мати грубу оцінку, яка може бути дуже неточною, але легко обчислюватися. Якщо S ≥ 1, нехай D буде кількістю цифр S зліва від десяткової коми. Якщо S < 1, нехай D буде кількістю нулів, які йдуть підряд, справа від десяткової коми, взяту зі знаком мінус. Тоді груба оцінка матиме вигляд:
Якщо D непарне, D = 2n + 1, тоді використовуємо {\displaystyle {\sqrt {S}}\approx 2\cdot 10^{n}.}
Якщо D парне, D = 2n + 2, тоді використовуємо {\displaystyle {\sqrt {S}}\approx 6\cdot 10^{n}.}
Два і шість використовуються тому, що {\displaystyle {\sqrt {\sqrt {1\cdot 10}}}={\sqrt[{4}]{10}}\approx 2\,} і {\displaystyle {\sqrt {\sqrt {10\cdot 100}}}={\sqrt[{4}]{1000}}\approx 6\,.}
При роботі в двійковій (яка використовується комп'ютерами), слід використовувати іншу оцінку {\displaystyle 2^{\left\lfloor D/2\right\rfloor }} (тут D — кількість двійкових цифр).

### Геометричне добування квадратного кореня
{\displaystyle |BH|={\sqrt {|AH|\cdot |HC|}}}
Зокрема, якщо {\displaystyle \!|AH|=1}, а {\displaystyle \!|HC|=x}, то {\displaystyle |BH|={\sqrt {x}}}

### Ітераційний аналітичний алгоритм
{\displaystyle {\begin{cases}x_{0}=a\\x_{n+1}={\dfrac {1}{2}}\left(x_{n}+{\dfrac {a}{x_{n}}}\right)\end{cases}}}
тоді {\displaystyle \lim _{n\to \infty }x_{n}={\sqrt {a}}}.

## Квадратні корені від'ємних і комплексних чисел
Квадрат будь-якого додатного або від'ємного числа буде додатнім, а квадрат 0 це 0. Тому, від'ємне число не може мати квадратного кореня у вигляді дійсного числа. Однак, існує можливість представити його і вести розрахунки у вигляді спеціальних чисел, що називаються комплексними числами, коли не немає розв'язку для квадратного кореня від'ємних чисел. Для цього вводиться поняття нового числа, що позначається як i (іноді як j, особливо в контексті розрахунку електричного струму де літера "i" традиційно позначає електричний струм) і називається уявною одиницею, що визначена таким чином, що i2 = −1. Використовуючи цю нотацію, ми будемо вважати що i це результат квадратного кореня від −1, але зауважимо, що ми також можемо мати ситуацію, що (−i)2 = i2 = −1 тому −i також є квадратним коренем від −1. Загальноприйнято, що головним квадратним коренем від −1 є i, або в більш загальному випадку, якщо x є будь-яке невід'ємне число, тоді головним квадратним коренем числа −x є
{\displaystyle {\sqrt {-x}}=i{\sqrt {x}}.}
Права частина і насправді є квадратним коренем із −x, оскільки
{\displaystyle (i{\sqrt {x}})^{2}=i^{2}({\sqrt {x}})^{2}=(-1)x=-x.}
Для будь-якого не нульового комплексного числа z існує рівно два числа w, таких що w2 = z: головний (додатний) квадратний корінь z, і його від'ємний варіант.

### Квадратний корінь уявного числа
Квадратний корінь числа i буде таким
{\displaystyle {\sqrt {i}}={\frac {1}{2}}{\sqrt {2}}+i{\frac {1}{2}}{\sqrt {2}}={\frac {\sqrt {2}}{2}}(1+i).}

Квадратні корені числа i в комплексній площині

Цей можна отримати алгебраїчним шляхом знайшовши дійсні числа a і b, такі що
{\displaystyle i=(a+bi)^{2}}
або еквівалентно
{\displaystyle i=a^{2}+2abi-b^{2}.}
Це приводить до появи системи двох рівнянь
{\displaystyle {\begin{cases}2ab=1\!\\a^{2}-b^{2}=0\!\end{cases}}}
що мають такий розв'язок:
{\displaystyle a=b=\pm {\frac {\sqrt {2}}{2}}.}
Якщо вибрати з них головний (додатній) корінь, отримаємо
{\displaystyle a=b={\frac {\sqrt {2}}{2}}.}
Результат також можна отримати, якщо використати формулу Муавра і задати
{\displaystyle i=\cos \left({\frac {\pi }{2}}\right)+i\sin \left({\frac {\pi }{2}}\right),}
що приводить до
{\displaystyle {\begin{aligned}{\sqrt {i}}&=\left(\cos \left({\frac {\pi }{2}}\right)+i\sin \left({\frac {\pi }{2}}\right)\right)^{\frac {1}{2}}\\&=\cos \left({\frac {\pi }{4}}\right)+i\sin \left({\frac {\pi }{4}}\right)\\&={\frac {\sqrt {2}}{2}}+i{\frac {\sqrt {2}}{2}}\\&={\frac {\sqrt {2}}{2}}(1+i).\\\end{aligned}}}